# Zbigniew Spruch
Zbigniew Spruch (nascido em 13 de dezembro de 1965) é um ex-ciclista de estrada profissional polonês. Venceu a Volta à Polônia em 1995. Competiu na prova de estrada individual nos Jogos Olímpicos de Verão de 1996 e de 2000, obtendo o melhor resultado em 1996, ao terminar na nona posição.